# Russula insignis
Russula insignis Quél., Assoc. Fr. Avancem. Sci. 16(2): 588 (1888).
La Russula insignis è un fungo non edule appartenente alla cosiddetta sezione "Ingratae" (o "Foetentinae").

## Descrizione della specie
Cappello
3–8 cm di diametro, convesso, poi piano con depressione centrale.
Marginesottile, irregolare, scanalato, con residui di velo non sempre presente.
Cuticolaseparabile per un terzo, viscida, di colore ocraceo-brunastro a volte con macchie di ruggine.
Lamelle
Fitte, sottili, anastomosate, con presenza di lamellule forcate, di color bianco-crema con qualche macchia color ruggine sul filo.
Gambo
Corto, cilindrico, tozzo, ingrossato alla base, prima pieno, poi spugnoso, biancastro, colorato di giallo alla base.
Carne
Bianca e soda.
- Odore: leggermente fruttato oppure spermatico; complessivamente poco gradevole.
- Sapore: dolce.

Spore
6-8 x 5-6,5 µm, ovoidali, allungate, piccole con verruche isolate.

## Reazioni chimiche
- FeSO4: rosa-arancio
- Guaiaco: verde-azzurro.
- Idrossido di ammonio (NH4OH) o idrato di potassio(KOH): la base giallina del gambo si colora di rosso-arancio.

## Habitat
Fruttifica sotto latifoglie e macchia mediterranea (leccete).

## Commestibilità
Senza valore per l'odore sgradevole.

## Sinonimi e binomi obsoleti
- Russula livescens sensu J.E. Lange [Fl. Ag. Dan. 5: 66 &; pl. 185A (1940)]; fide Checklist of Basidiomycota of Great Britain and Ireland (2005)
- Russula livescens var. depauperata J.E. Lange, Dansk bot. Ark. 4(12): 35 (1926)
- Russula pectinata var. insignis (Quél.) Maire, Flore mycologique de la France et des pays limitrophes (Paris): 346 (1933)
- Russula pectinatoides sensu NCL (1960), Rayner (1985); fide Checklist of Basidiomycota of Great Britain and Ireland (2005)